# Ein Mann auf den Knien
Ein Mann auf den Knien (Originaltitel: Un uomo in ginocchio) ist ein italienischer Kriminalfilm aus dem Jahr 1979, den Damiano Damiani mit Giuliano Gemma in der Hauptrolle inszenierte. Die deutschsprachige Erstaufführung erfolgte am 21. Juni 1980 in der ARD.

## Handlung
Nino Peralta ist mit Lucia verheiratet; sie haben mit Paolo und Serena zwei Kinder. Nino betreibt einen Kiosk in der Nähe der Kathedrale von Palermo. Eines Tages wird er von seinem Partner Sebastiano alarmiert, ein gewisser Antonio Platamona würde ihn, möglicherweise wegen einer Schutzgeldzahlung, beschatten. Noch bevor er diesem persönlich begegnet, erfährt Nino, ein ehemaliger Mafia-Angehöriger, dass er auf der Todesliste der Gesellschaft steht, die mit unerbittlicher Präzision abgearbeitet wird. Peralta versucht zunächst, sich zu entlasten – er beliefert seit Tagen unwissentlich einen Entführer im nahegelegenen Hotel, der die Frau eines Mafiabosses in seiner Gewalt hat; somit wird er für einen Mitwisser und Verräter gehalten. Nino nimmt Kontakt mit Platamona auf, der offenbar sein Killer ist, und ist gezwungen, seinen Kiosk zu verkaufen. Als sein Freund Sebastiano getötet wird, der Ninos Platz auf der Todesliste eingenommen hat, versucht der Auftraggeber Platamonas, Don Vincenzo Fabbricante, Nino wieder zur Mitarbeit bei der Mafia zu gewinnen. Verzweifelt, ohne Perspektive und entschlossen, die Mafia nicht zu unterstützen, tötet Nino Don Vincenzo und versucht, Platamona zu überzeugen, mit ihm zusammen unabhängig von der „ehrenwerten Gesellschaft“ zu bleiben.

## Kritik
Callisto Cosulich stellte den Film in seiner Kritik bei „Paese Sera“ in die Reihe der Werke seines Regisseurs, in der dieser schon immer beleuchte, zu welcher Gruppe Männer seine Helden gehörten: „zu den Herrschern, den Helfern, den Helfershelfern, den Bittstellern oder den Denunzianten“. Hier stelle er zwei der letzteren in den Mittelpunkt eines seiner besten Filme, in dem die beiden Hauptdarsteller und insbesondere Placido brillierten. „Mit einfachen Mitteln und ohne auffallende Actionsequenzen steht das Schauspielerensemble klar im Vordergrund“, bemerkt Karsten Thurau, der den Film als „spannendes Porträt eines einfachen Mannes im Räderwerk unübersichtlicher Interessen“ empfiehlt. Auch Tullio Kezich lobte die Hauptdarsteller, fand die Charaktere allerdings zu stereotyp.